# Traisen (Nahe)
Traisen ist eine Ortsgemeinde im Landkreis Bad Kreuznach in Rheinland-Pfalz. Sie gehört der Verbandsgemeinde Rüdesheim an. Traisen ist ein Weinbauort. Zu Traisen gehört ein Großteil des Gebietes des Rotenfels.

## Geographie
Traisen liegt etwa vier Kilometer südwestlich des Zentrums der Stadt Bad Kreuznach auf einer Hochfläche oberhalb der Nahe. Die Ortschaft umfasst Höhenlagen zwischen 170 m ü. NHN und 205 m ü. NHN. Zum Ufer des Flusses fällt das Gelände südöstlich über den Hasenberg, den Lercherberg, den Nauberg und den Götzenfels ab. Naturräumlich ist das zu 20 % bewaldete Gemeindegebiet viergeteilt: ein östlicher Abschnitt lässt sich der Kreuznacher Hardt zuordnen, der am Naheufer gelegene Abschnitt dem Nahe-Alsenz-Felsental, der südwestliche Abschnitt der Schloßböckelheimer Heide und der nordwestliche dem Inneren Kreuznacher Lösshügelland. Zu Traisen gehören die Wohnplätze Auf dem Rotenfels, Sonnenhof und Rotenfelser Hof.
Traisen grenzt (im Uhrzeigersinn) an die Stadt Bad Kreuznach, an die Ortsgemeinden Norheim und Hüffelsheim.

## Geschichte, Bevölkerungsentwicklung
Traisen wurde im Jahre 1128 erstmals urkundlich erwähnt. Die Entwicklung der Einwohnerzahl von Traisen, die Werte von 1871 bis 1987 beruhen auf Volkszählungen:
| Jahr | Einwohner |
| ---- | --------- |
| 1815 | 228       |
| 1835 | 337       |
| 1871 | 347       |
| 1905 | 353       |
| 1939 | 329       |

| Jahr | Einwohner |
| ---- | --------- |
| 1950 | 363       |
| 1961 | 379       |
| 1970 | 474       |
| 1987 | 564       |
| 1997 | 578       |

| Jahr | Einwohner |
| ---- | --------- |
| 2005 | 553       |
| 2011 | 546       |
| 2017 | 577       |
| 2023 | 595       |

## Politik

### Gemeinderat
Der Gemeinderat in Traisen besteht aus zwölf Ratsmitgliedern, die bei der Kommunalwahl 2024 in einer Mehrheitswahl gewählt wurden, und dem ehrenamtlichen Ortsbürgermeister als Vorsitzendem.

### Bürgermeister
Ortsbürgermeister ist seit 2024 Norman Frey.
Freys Vorgänger Martin Kress übte das Amt bis 2024 aus.
Bei der Kommunalwahl am 26. Mai 2019 wurde er in seinem Amt bestätigt.

## Kultur und Sehenswürdigkeiten

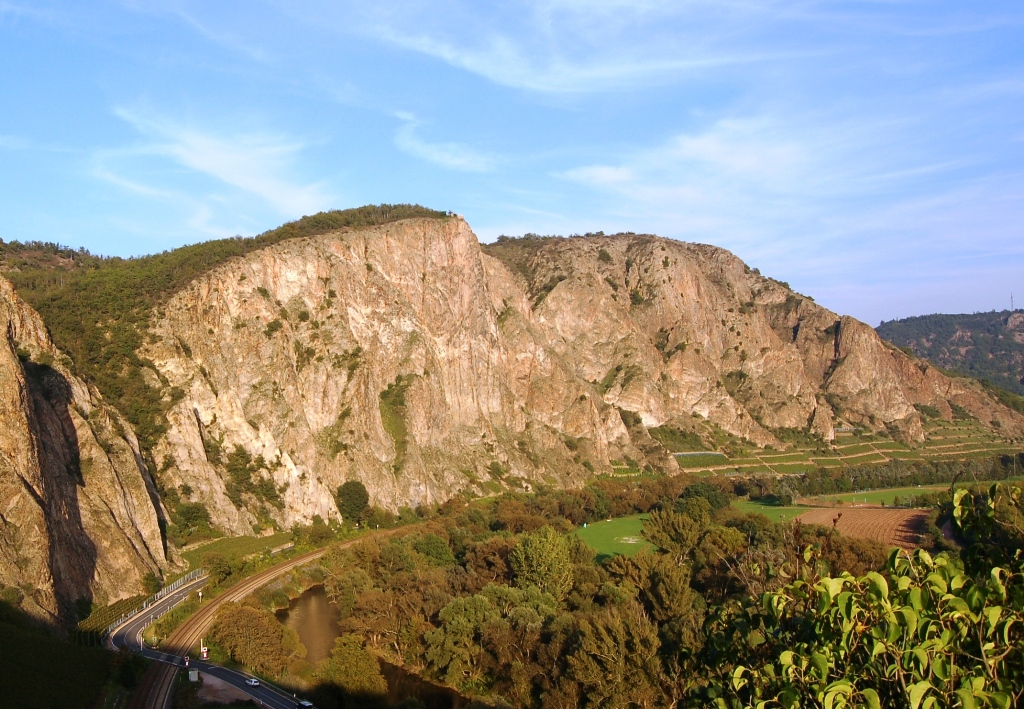
Der Traisener Rotenfels

### Bauwerke
Sehenswert ist die aus dem 15. Jahrhundert stammende St.-Laurentius-Kirche.
Der Bad Kreuznach überragende Fernmeldeturm Bad Kreuznach auf dem Schanzenkopf, in unmittelbarer Nähe des Rotenfelses, gehört zur Gemarkung Traisen ebenso wie der nahegelegene Steinbruch.
Siehe auch: Liste der Kulturdenkmäler in Traisen

### Naturdenkmäler
Zur Gemarkung gehört auch der bemerkenswerte Rotenfels, eine über 200 m hohe Steilwand mit dem Aussichtspunkt „Bastei“. Der Rotenfels gilt als höchste und steilste Steilwand zwischen den Alpen und Skandinavien.

## Wirtschaft und Infrastruktur
Ortsansässig sind einige Weingüter, drei Gaststätten sowie landwirtschaftliche und kleinere Gewerbebetriebe.
Im Norden verläuft die Bundesstraße 41, im Osten die Bundesstraße 48. In Bad Münster am Stein-Ebernburg ist ein Bahnhof der beiden Bahnstrecken Bingen – Kaiserslautern und Frankfurt – Mainz – Saarbrücken.